# Le Pantin maléfique
Le Pantin Maléfique (Night of the Living Dummy II) est un roman fantastique et horrifique américain pour la jeunesse de la collection de livres Chair de poule écrite par R. L. Stine.
Le sous-titre de Le Pantin Maléfique est Histoire de cauchemars.
Dans l'édition américaine, le livre est le trente-et-unième de la série Goosebumps. Il est sorti en mai 1995. Dans l'édition française de Bayard Poche, il est le quatorzième de la série Chair de poule et a été publié le 22 février 1996. Il est traduit de l'américain par Jean-Baptiste Médina. Il est constitué de 120 pages dans l'édition française.

## Synopsis
Chloé Kramer, 12 ans, essaye de se faire une place lors du "partage familial" hebdomadaire, un moment où chacun des membres de la famille doit partager un évènement, une émotion ou une anecdote récente. En voulant utiliser Totoche, son vieux pantin de ventriloque, celui-ci se brise. Son père finit par lui trouver un nouveau pantin chez un brocanteur, pour une bouchée de pain. D'après le vendeur, il s'appelle Diabolo. En le nettoyant, Chloé va ramener accidentellement Diabolo à la vie en lisant une formule trouvée dans la poche de sa veste. À partir de là, les catastrophes vont s'enchaîner chez les Kramer.

## Couverture française
L'image de la couverture montre un pantin assis. Il est habillé d'un costume gris, avec une chemise blanche, une cravate noire à pois bleus et des chaussures de cuir. La tête du pantin est inclinée sur sa main gauche. Il tient un pinceau couvert de peinture rouge dans sa main droite. Des taches de peinture rouge maculent le sol. Le pantin arbore un sourire terrifiant et fixe le lecteur d'un regard bleu perçant.
Cette illustration a été réalisée par Jean-Michel Nicollet.

## Adaptation télévisée
Ce roman de Chair de poule a bénéficié d'une adaptation télévisée dans la série éponyme Chair de poule qui fut produite à la suite du succès de la collection de romans. Il s'agit de l'épisode 10 de la Saison 1 de Chair poule.

## Commentaires
- Dans la traduction française, les noms des personnages ont été changés. Amy devient Chloé, Jed le petit frère devient John et le premier pantin de Chloé - Dennis dans la version originale - s'appelle désormais Totoche. Quant au pantin que Chloé ramène à la vie, il s'appelle Diabolo dans le roman français, mais l'adaptation télévisuelle gardera le nom d'origine du pantin, à savoir Slappy.
- Le pantin Slappy est un personnage récurrent[2],[3] de la série de romans. Dans une interview[4], R. L. Stine expliquera [adorer] écrire avec ce personnage, parce qu'il est désagréable.

## Autres livres avec des pantins
Le roman Le Pantin maléfique ou Night of the Living Dummy II est le second livre de la série qui a pour sujet une poupée de ventriloque. Le premier, Night of the Living Dummy sort aux États-Unis en mai 1993 et il est publié en France sous le titre La Nuit des Pantins en mars 1995.
Ceux qui suivront, Night of the Living Dummy III, Bride of the Living Dummy ou encore Slappy's Nightmare ne seront jamais traduits et publiés en France.
À noter que les histoires n'ont aucun lien entre elles mais elles reprennent les mêmes pantins (dont notamment le principal, appelé Slappy).
Night of the Living Dummy II, Night of the Living Dummy III et Bride of the Living Dummy ont été adaptés, contrairement au premier livre, en épisode télévisé dans la série Chair de poule. Les titres français des épisodes seront respectivement : pour le premier comme le roman Le Pantin Maléfique, le second Le Pantin Maléfique - Partie 1 et Partie 2 et le troisième Le Mariage de la marionnette.
On remarque donc qu'en France, la numérotation des romans mettant en scène le pantin n'est pas suivie pour les titres des livres comme pour les titres des épisodes de la série si les romans ont été adaptés. Dans la version originale aux États-Unis, ils ont tous le même titre.